# 弗劳恩瓦尔德
弗劳恩瓦尔德（德語：Frauenwald，發音：[ˈfʁaʊənˌvalt]）是德国图林根州伊尔姆县曾经的一个市镇，面积19.14平方千米，2017年12月31日人口为992人。2019年1月1日，弗劳恩瓦尔德与市镇施蒂策巴赫并入市镇伊尔默瑙。